# Gare de Séon-Saint-Henri
Gare de Séon-Saint-Henri vasútállomás Franciaországban, Marseille településen.

## Vasútvonalak
Az állomást az alábbi vasútvonalak érintik:
- Párizs–Marseille-vasútvonal

## Kapcsolódó állomások
A vasútállomáshoz az alábbi állomások vannak a legközelebb:
- Gare de Saint-Louis-les Aygalades
- Gare de L'Estaque